# Namenstag

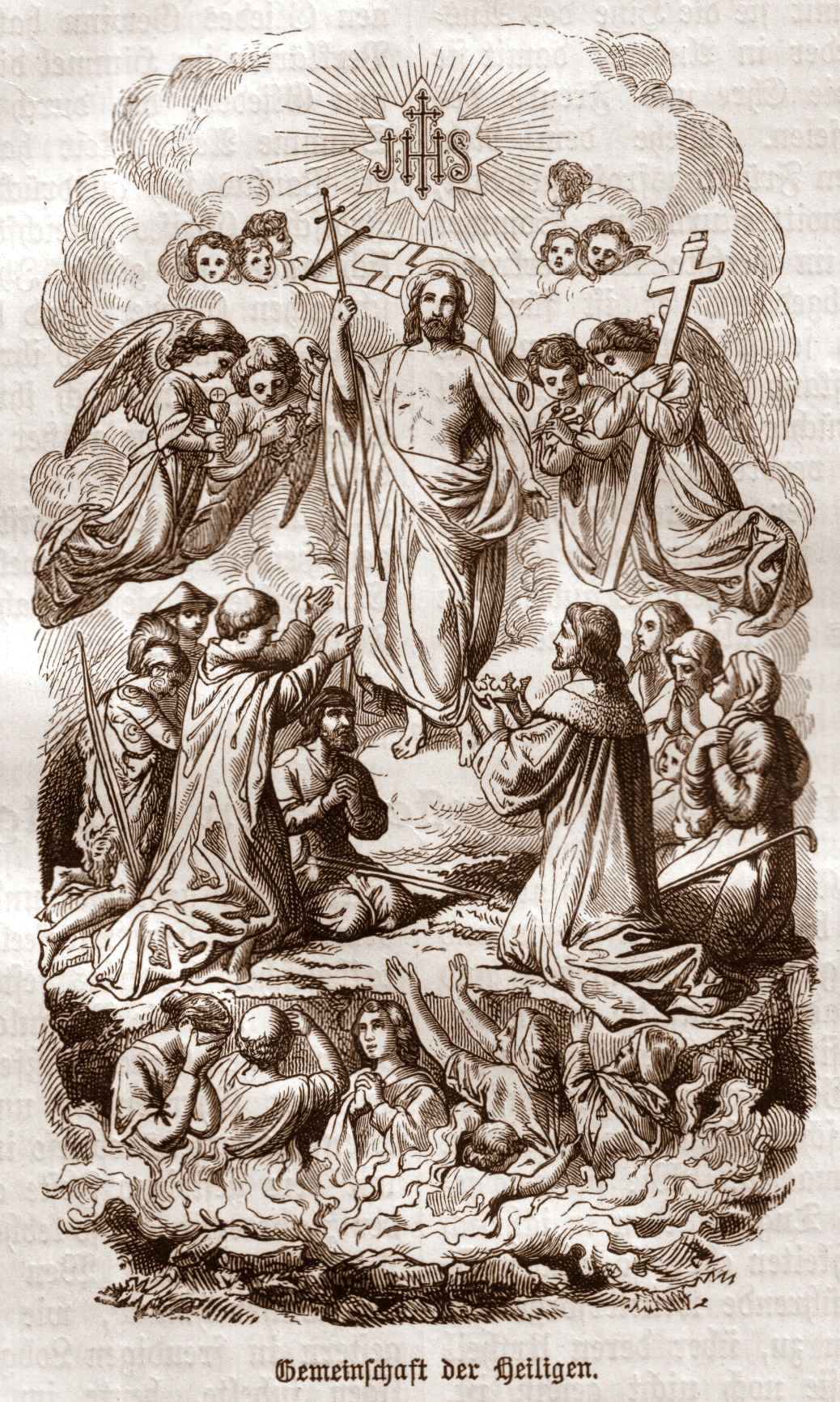
Rudolph Blättler, Holzschnitt: Gemeinschaft der Heiligen mit dem Auferstandenen

Der christliche Namenstag einer Person ist der liturgische Gedenktag eines Heiligen im Kirchenjahr, dessen Namen diese Person trägt (Namenspatron). In manchen katholischen und orthodoxen Regionen oder Ländern ist die Feier des Namenstags bedeutender als oder wenigstens ebenso wichtig wie die des Geburtstages. Die Feier des Namenstages gestaltet sich ähnlich wie die Feier eines Geburtstages, so wird die Person von Familienangehörigen, Freunden und Arbeitskollegen beschenkt. In Ordensgemeinschaften wird das Mitglied nicht an seinem Geburtstag gefeiert, sondern an dem Gedenktag des Heiligen oder des Festgeheimnisses, nach dem er im Orden benannt ist (Ordensname).

## Bedeutung und Verwendung

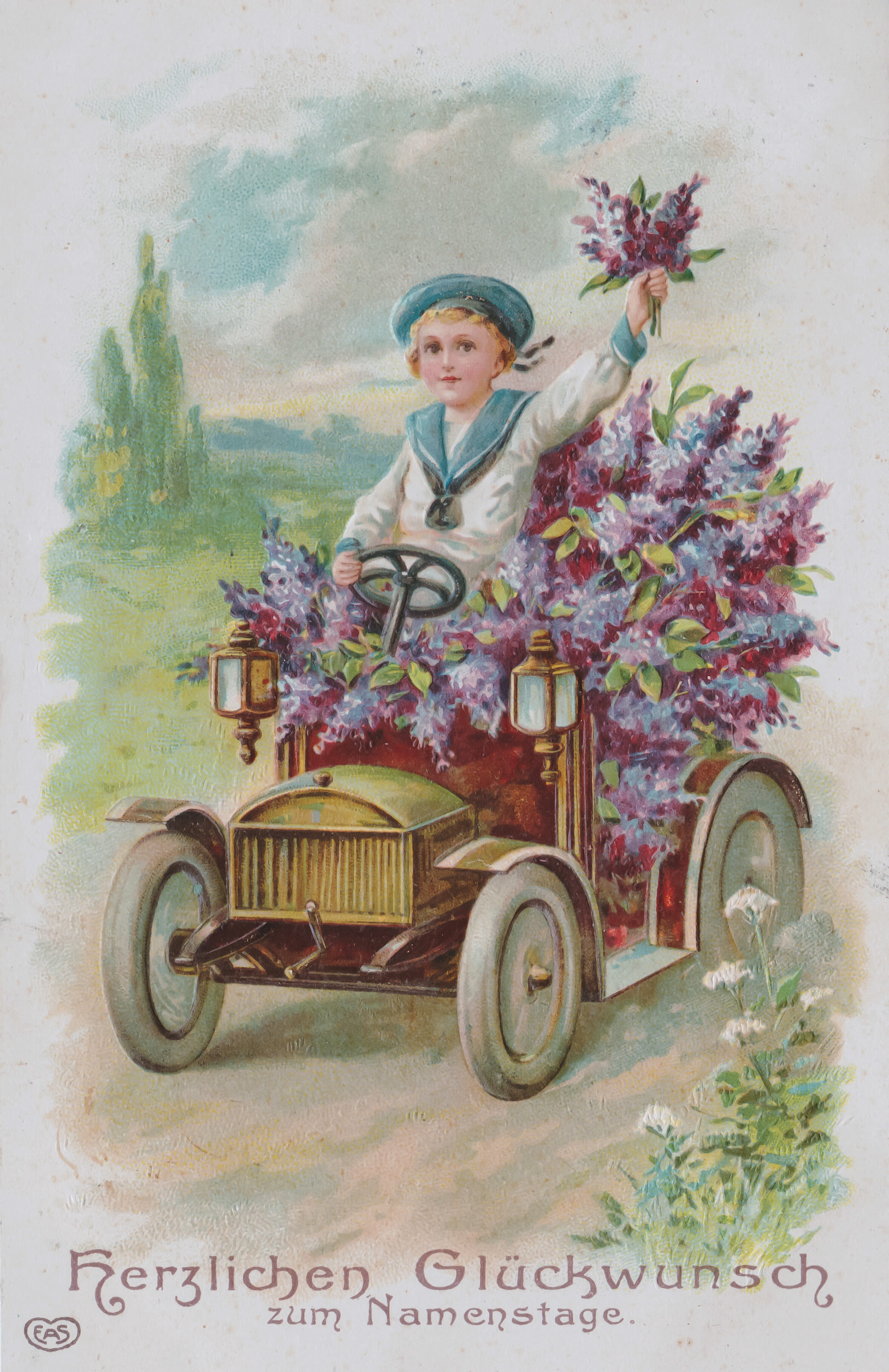
Namenstagskarte (1914)

Im Zuge der Christianisierung der Völker außerhalb des alten Römerreiches wurden die christlichen Namen zum unterscheidenden Kennzeichen und bezeichneten meist eine besondere Verbindung zu dem Heiligen, dessen Namen der Katechumene in der Taufe angenommen hatte. Der Gedenktag des Heiligen im liturgischen Kalender der Kirche hatte für den Namensträger eine besondere Bedeutung, das Geburtsdatum war hingegen oft gar nicht bekannt.
Manchmal wurde bei der Taufe (überwiegend am Tag nach der Geburt) dem Täufling der Name des Tagesheiligen gegeben. Martin Luther, geboren am 10. November 1483, getauft am 11. November, erhielt daher den Namen des hl. Martin von Tours. Einige Päpste wählten als Papstnamen den Namen des Tagesheiligen, so Martin V., Sixtus IV. oder Clemens XI.

Die Römisch-katholische Kirche hielt nach der Reformation am Heiligenkult fest. Die Bedeutung des Namenstages nahm in der katholischen Kirche in der Zeit der Gegenreformation noch zu. Das Konzil von Trient (1545 bis 1563) legte für die katholische Kirche fest: 

„Der Pfarrer möge dafür sorgen, dass den Kindern keine anstößigen oder lächerlichen Namen gegeben werden oder gar solche, die den Sagen entnommen wurden oder solche von Götzen oder Heiden. Stattdessen sind, soweit irgend möglich, die Namen von Heiligen vorzuziehen.“

 Auch um sich von Protestanten abzuheben, sollten sich die katholischen Gläubigen regelmäßig und festlich einer innigen Verbindung mit dem jeweiligen Namenspatron vergewissern. Die Empfehlung, Täuflingen den Namen eines Heiligen zu geben, findet sich 1566 im Catechismus Romanus sowie auch 1614 im Rituale Romanum.
Der katholische Klerus förderte daher die Bevorzugung der Feier des Namenstages gegenüber der Feier des Geburtstages. Besonders die Franziskaner und Jesuiten trugen später zur Verbreitung neuerer Heiligennamen in der Bevölkerung bei.
Da die Zahl der Heiligen viel größer ist als die der Tage eines Jahres, fallen auf einen Tag oft mehrere Namenspatrozinien. Darüber hinaus gibt es für manche Namen mehrere heilige Namensträger; das Datum der Feier des Namenstages hängt dann davon ab, nach welchem Heiligen man benannt ist. Die Liste der Namenstage bezieht sich in erster Linie auf den Regionalkalender für das deutsche Sprachgebiet; demgegenüber weisen der Heiligenkalender der orthodoxen Kirchen und der Evangelische Namenkalender teilweise Abweichungen auf.
Es gibt außerdem lediglich drei Personen, deren Geburt durch die Kirche gefeiert wird. Dies sind Maria, die Mutter Jesu, Johannes der Täufer und Jesus Christus selbst.